# Carola Häggkvist
Carola Maria Häggkvist, znana pod umetniškim imenom Carola, je švedska pevka, * 8. september 1966, Hägersten blizu Stockholma.

## Življenjepis in kariera
Na Švedskem je zaslovela s pesmijo »Främling« (Tujec), s katero je leta 1983 nastopila na Evroviziji in zasedla 3. mesto. Album »Främling« je doslej najbolje prodajani album na Švedskem. Leta 1986 je izdala album »Runaway« s pesmimi v angleščini. 
Leta 1990 je na nacionalnem izboru za pesem Evrovizije s pesmijo »Mitt i ett äventyr« zasedla drugo mesto, leta 1991 pa se je se znova uvrstila na Evrovizijo ter zmagala. Velik uspeh ji je prinesla tudi vloga v muzikalu Moje pesmi, moje sanje («The Sound of Music«), v katerem je nastopila leta 1995. Leta 1999 je objavila božični album »Jul i Betlehem«, , ki je postal na Švedskem najbolje prodajani album leta in v božičnem času vedno znova zasede prva mesta lestvic. Tudi njene vsakoletne božične turneje so vedno znova uspešne. Leta 2003 je ob dvajsetletnici nastopanja izdala album »Gold, Platina och Passioner«, ki je zasedel prvo mesto na švedski glasbeni lestvici.
Leta 2006 je že tretjič zastopala Švedsko na Evroviziji s pesmijo »Invincible« (v izvirniku »Evighet«). Po nastopu na polfinalni prireditvi se je uvrstila v finale. Na številnih stavnicah je veljala za favoritko, a je naposled zasedla peto mesto. 
S petjem se je Carola ukvarjala že v otroštvu. Obiskovala je glasbeno šolo in se udeleževala različnih glasbenih tekmovanj. Pri enajstih letih je zmagala na otroškem glasbenem tekmovanju in nato nastopila na televiziji. V času velikega prodora na glasbeno sceno v letu 1983 je še obiskovala glasbeno gimnazijo v Stockholmu.
Leta 1987 je na Norveškem spoznala duhovnika Runarja Søgaard, s katerim se je kasneje poročila. Iz tega sicer kratkega zakona ima sina Amadeusa.

## Zanimivosti
Pesem Främling je v slovenski inačici pela Marjana Deržaj pod naslovom Tujci. Besedilo zanjo je napisala Deržajeva sama.
V času Izbora za Pesem Evrovizije 2006 so novinarji veliko pisali o njenem spornem pogledu na homoseksualnost. Leta 2002 je namreč v intervjuju za švedsko gejevsko revijo izjavila, da pozna homoseksualne osebe, ki so z molitvijo postali heteroseksualci. Povedala je tudi, da bo zanjo homoseksualnost vedno ostala nenaravna. S tem se je že tedaj zamerila številnim, predvsem homoseksualnim oboževalcem. Na tiskovni konferenci na švedskem nacionalnem izboru za pesem Evrovizije na novinarjevo vprašanje, ali ima še vedno isto mnenje o istospolnosti, Carola ni želela odgovoriti. Pred prireditvijo Evrovizije 2006 je v intervjuju povedala, da ne misli, da je homoseksualnost bolezen in da so njene izjave časopisi nepravilno interpretirali. Povedala je tudi, da sodeluje s številnimi homoseksualci.